# Cuculicola latirostris
Cuculicola latirostris är en insektsart som först beskrevs av Hermann Burmeister 1838.  Cuculicola latirostris ingår i släktet Cuculicola och familjen fjäderlöss. Arten är reproducerande i Sverige. Inga underarter finns listade i Catalogue of Life.